# Kalte Küche

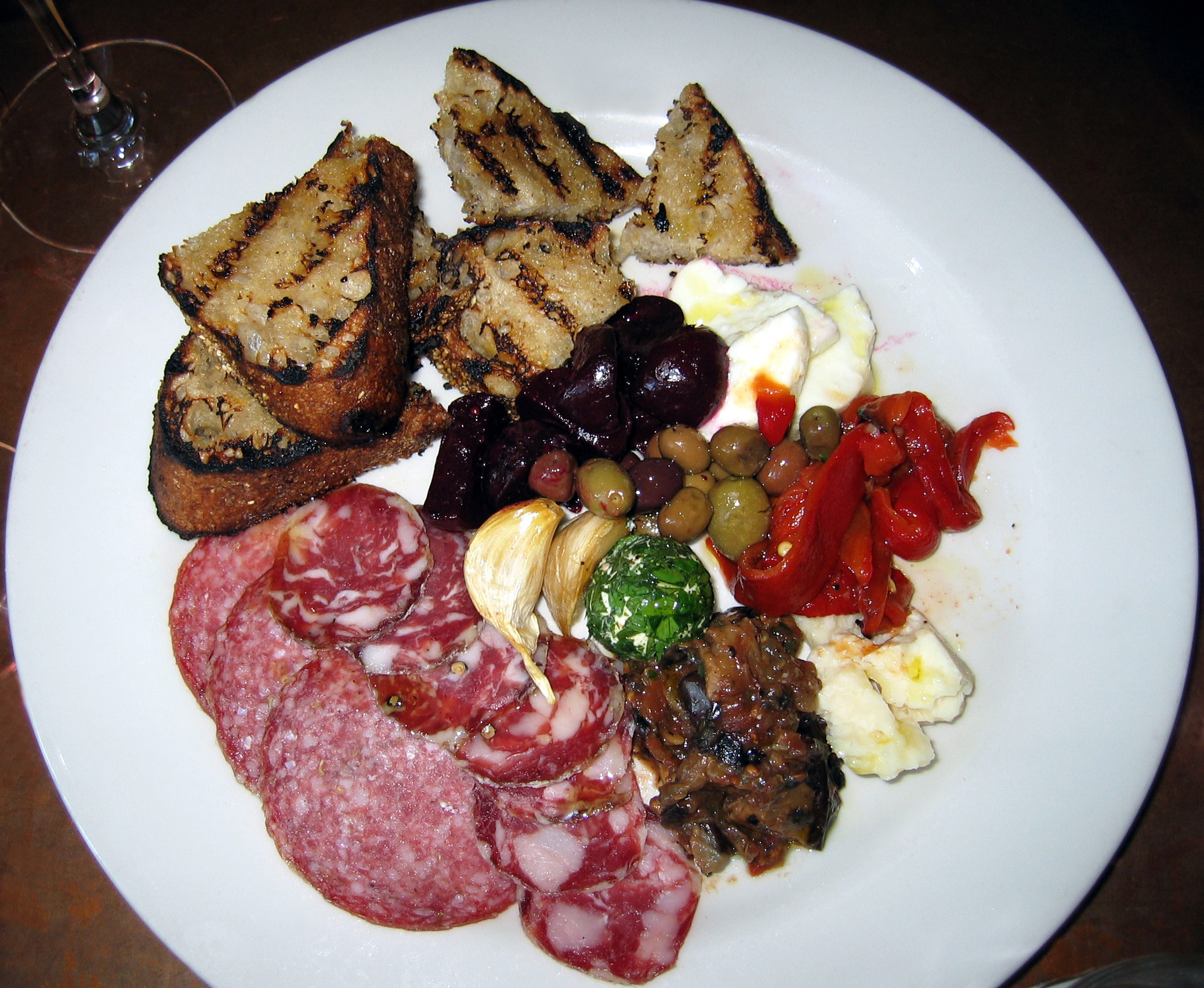
Antipastiteller

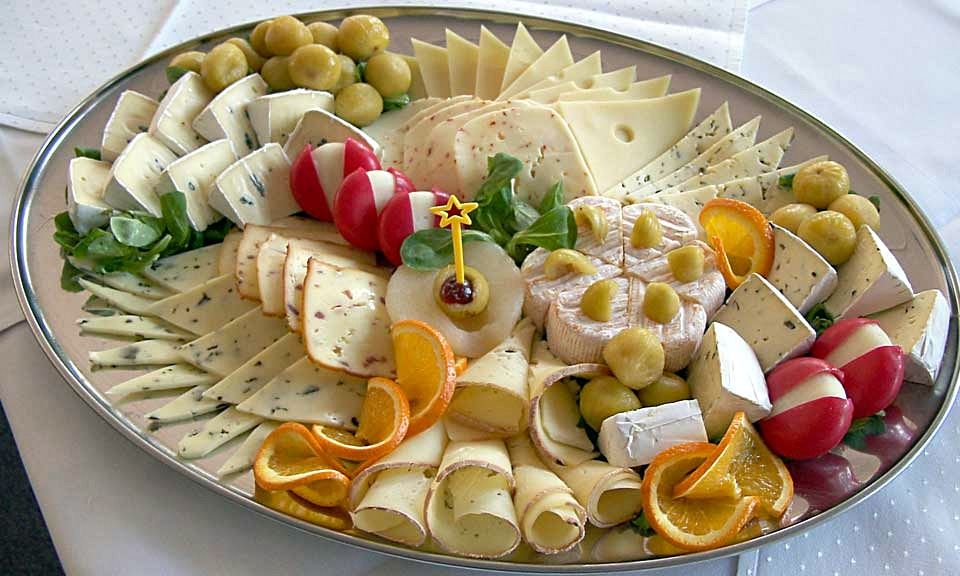
Käseplatte

Als kalte Küche bezeichnet man in der Gastronomie den Bereich, in dem Speisen angerichtet werden, welche vor dem Servieren nicht mehr erhitzt werden. In der Rezeptur werden damit gekühlte, abgekühlte und nicht erwärmte Speisen bezeichnet. Gegensatz sind die Warmspeisen.
In der Gastronomie ist die kalte Küche Aufgabe des Gardemangers, der Kaltmamsell und des Vorspeisenkochs.
Die Speisen der kalten Küche werden oft in Form eines kalten Buffets serviert, sei es als Frühstück, Imbiss, Zwischenmahlzeit oder Abendessen. Sie bestehen überwiegend aus kalten Saucen, Buttermischungen, Salaten, Vorspeisen, kalten Speisen aus Eiern, Fisch, Gemüse, Wurst, Fleisch von Schlachtvieh, Geflügel und Wild. Dazu kommen Speisen aus Obst, Käse und anderen Milchprodukten, zum Teil auch als Dekoration. Die vorbereiteten Zutaten und Rohstoffe werden häufig durch andere Küchenbereiche hergestellt oder als Halberzeugnisse erworben.